# Pollock (Missouri)
Pollock é uma vila localizada no estado americano de Missouri, no Condado de Sullivan.

## Demografia
Segundo o censo americano de 2000, a sua população era de 131 habitantes.
Em 2006, foi estimada uma população de 124, um decréscimo de 7 (-5.3%).

## Geografia
De acordo com o United States Census Bureau tem uma área de
0,4 km², dos quais 0,4 km² cobertos por terra e 0,0 km² cobertos por água. Pollock localiza-se a aproximadamente 303 m acima do nível do mar.

## Localidades na vizinhança
O diagrama seguinte representa as localidades num raio de 24 km ao redor de Pollock.